# Bu (instrument)
|  | Aquest article tracta sobre l'intrument musical. Si cerqueu el municipi francès, vegeu «Bû». |

Bu (hangul: 부; hanja: 缶) o pu és un instrument de percussió de la família dels idiòfons. El bu té una forma similar a una olla d'argila o ceràmica, es colpeja amb una vara de bambú, oberta en nou tires fines a la part superior s'utilitza a la música coreana de la cort i en els rituals confucians; és un derivat del fǒu xinès.
L'afinació es regula pel gruix de la ceràmica: com més gruix, més agut serà el so. Com més ben cuita estigui l'argila, més bell serà el so de l'instrument.
Tot i que a la Xina antiga un instrument com el pu (bu) es va utilitzar en la música cerimonial, el que s'està utilitzant a Corea avui en dia ja no és un derivat xinès. Els documents històrics ho confirmen dient que Pal Yon, el mestre de la música de la cort durant el regnat del rei Sejon de la Dinastia Choson, no estava satisfet amb el pu que s'usava en aquella època, així que se n'havia fet construir deu de bell nou, cadascun d'ells en una tonalitat diferent, amb l'argila presa de les ribes del riu Han prop de Mapo, a Seül.
El bu s'empra exclusivament en la música ritual de Confuci, en què, com a norma, quan els altres instruments de l'orquestra mantenen una nota durant quatre temps, colpeja una vegada en el segon temps, dues en el tercer temps, i roda en el quart temps.